# Ice Nine Kills
Ice Nine Kills (сокр. INK) — американская металкор-группа. Известна своими композициями с текстами, написанными под влиянием известных хоррор-фильмов или литературных произведений. Сформирована в 2002 году школьными друзьями Спенсером Чарнасом и Джереми Шварцем. На начальном этапе карьеры группа играла ска-панк, но позже сменила стиль на металкор. Группа выпустила 3 мини-альбома и 6 полноформатных альбомов. Альбом Every Trick in the Book занял 122 место в американском Billboard 200. The Silver Scream 2: Welcome to Horrorwood, последний на данный момент альбом группы, вышедший 15 октября 2021 года.

## История

### Формирование и первые работы (2002— 2010)
Ice Nine Kills была основана в 2002 году двумя школьными друзьями Спенсером Чарнасом и Джереми Шварцем в Бостоне, штат Массачусетс, под названием Ice Nine, но перед выходом своего первого альбома Last Chance to Make Amend группа сменила название на текущее.
В середине 2007 года на Red Blue Records вышел EP The Burning. Затем последовали гастроли совместно с I See Stars и Eyes Set to Kill, а также выступления с такими группами, как As I Lay Dying, A Day to Remember, Paramore и Thursday. После того как группа выступила на Warped Tour в 2009 году, лейбл Ferret Music узнал о ней и предложил музыкантам выпустить альбом .

### Safe Is Just a Shadow и The Predator Becomes the Prey (2010 — 2015)
Второй альбом Safe Is Just a Shadow был выпущен 2 июля 2010 года на лейблах Red Blue Records и Ferret Music.
Группа провела год в турах. INK играли с We Came as Romans в концертном туре по Канаде и с Norma Jean и This or the Apocalypse по Соединенным Штатам.
В ноябре 2012 года группа запустила краудфандинговую кампанию на Kickstarter.com, чтобы создать EP. Месяц спустя было объявлено, что необходимо собрать 21 000 долларов для записи ЕР. Альбом под названием The Predator был выпущен в январе 2013 года. В том же году группа отыграла несколько концертов в Warped Tour. В 2014 году третий альбом The Predator Becomes the Prey был выпущен на лейбле Outerloop, суб-лейбле концертного агентства Outerloop Management и лейбла Fearless Records. Альбом вошел в официальные чарты альбомов в Соединенных Штатах, где он занял 153 место..
Группа провела лето в полном Warped Tour впервые. Группа также гастролировала с Get Scared и Upon This Dawning. В феврале и марте 2015 года группа гастролировала с For Today и Motionless in White. 17 сентября 2015 года было объявлено, что группа подписана на Fearless Records.

### Every Trick In the Book (2015 — 2018)
Четвёртый студийный альбом Every Trick In the Book вышел 4 декабря 2015 года и также вошел в национальные чарты. Незадолго до выхода альбома группа отыграла турне с коллегами по лейблу, группой Wage War. 15 июня 2018 года группа объявила в Instagram, что барабанщик Конор Салливан ушел из группы ради других проектов, преследуя другие музыкальные интересы. Патрик Галанте, ранее работавший в Affiance, занял свое место в группе на момент тура Warped Tour 2018.

### The Silver Scream (2018 — 2021)
20 июня 2018 года Ice Nine Kills выпустили песню The American Nightmare, первый сингл грядущего альбома The Silver Scream. Альбом был выпущен 5 октября 2018 года. Он содержит 13 песен, вдохновленных 13 фильмами ужасов. С выходом The Silver Scream, группа получила большую популярность и смогла впервые попасть в топ-10 лучших альбомов Billboard.
23 марта 2019 года басист Джастин Морроу расстался с группой, присоединившись к Motionless in White. INK написала:"Мы рады за Джастина и желаем ему только самого лучшего" и объявила Джо Оккиути постоянной заменой.
4 октября 2019 года группа выпустила акустическую версию своей песни Stabbing in the Dark с участием Мэтта Хифи от Trivium. В том же году, 25 октября, вышло переиздание альбома, под названием The Silver Scream: Final Cut,  в котором присутствует дополнительных 6 треков.
В 2020 году Ice Nine Kills совершили тур по Европе с Papa Roach и Hollywood Undead. Также 16 октября 2020 года вышел совместный трек с Hollywood Undead и Джекоби Шеддиксом из Papa Roach.
30 октября 2020 года группа выпустила концертный альбом I Heard They KILL Live!!,  записанный в Вустере.

### The Silver Scream 2: Welcome to Horrorwood(2021 — настоящее время)
Шестой студийный альбом The Silver Scream 2: Welcome to Horrorwood вышел 15 октября 2021 года, как продолжение предыдущего альбома. Перед его выпуском вышли четыре сингла. Они выходили 9 числа каждого месяца и сопровождались видеоклипами. Первый сингл Hip to Be Scared появился 9 июля 2021 года, в нем принял участие вокалист рок-группы Papa Roach, Джекоби Шеддикс. Песня написана по мотивам фильма Американский психопат. 3 августа группа выпустила тизер с трек-листом альбома. Это побудило фанатов размышлять о том, каким фильмам посвящены песни на альбоме. Assault & Batteries - второй сингл, вдохновленный фильмом Детские игры. Выпущен 9 августа 2021 года. Два последующих сингла Rainy Day и Funeral Derangements вышли 9 сентября и 9 октября соответственно. Песня Rainy Day посвящена фильму Обитель зла, а Funeral Derangements посвящена фильму Кладбище домашних животных.

## Участники группы

### Действующий состав
- Спенсер Чарнас — ведущий вокал, клавишные (с 2002 года по настоящее время); ритм-гитара (2002—2009)
- Рики Армеллино — ритм-гитара, ведущий вокал (с 2018 года по настоящее время, из This or the Apocalypse)
- Патрик Галанте — барабаны (с 2018 года по настоящее время, ранее в Affiance)
- Джо Оккиути — бас, клавишные, бэк-вокал (с 2019 по настоящее время; из The Venetia Fair)
- Дэн Шугармэн — ведущая гитара, бэк-вокал (с 2019 года по настоящее время; из As Blood Runs Black)

### Гастролирующие участники
• Крис Келли - соло-гитара, бэк-вокал (2021-2023)
• Крис Лапланте - соло-гитара, бэк-вокал (2021
• Торренс Доннелли - ритм-гитара (2009-2010)

### Бывшие участники
- Эндрю Джастин Смит — бас, бэк-вокал (2002—2004)
- Хоби Бонштейн — бас, бэк-вокал (2004—2008)
- Грант Ньюстед — барабаны (2003—2008)
- Джереми Шварц — ведущий вокал, ведущая гитара (2002—2009)
- Дейв Силинг — ведущий вокал (2009)
- Дэйв Марвуглио — бас (2008—2009)
- Шейн Биснетт (умер в 2019 году) — бас (2009—2011); ведущий вокал (2009—2011); бэк-вокал (2009)
- Стив Кох — бас, ведущий вокал (2011—2013)
- Конор Салливан — барабаны (2009—2018)
- Джастин Морроу — бас (2013—2019); ритм-гитара (2009—2018); бэк-вокал (2009—2019, в настоящее время в Motionless in White)
- Джастин «JD» Деблик — ведущий вокал, соло гитара, клавишные (2009—2018)

Временная шкала

## Дискография

#### Студийные альбомы
- Last Chance to Make Amends (2006)
- Safe Is Just a Shadow (2010)
- The Predator Becomes the Prey (2014)
- Every Trick in the Book (2015)
- The Silver Scream (2018)
- The Silver Scream 2: Welcome to Horrorwood (2021)

#### Концертные альбомы
- I Heard They KILL Live!! (2020)

#### EP’s
- The Burning (2007)
- 2 Song Acoustic (2009)
- The Predator (2013)
- Undead & Unplugged: Live From the Overlook Hotel (2020)